# CBRN-krigföring
CBRN-krigföring, tidigare ABC-krigföring, CRO-krigföring och NBC-krigföring, krigföring med kemiska (C), biologiska (B), radiologiska (R) eller nukleära (N) stridsmedel. Dessa vapen räknas samtliga som massförstörelsevapen i och med att de sällan är specifika men har potential att orsaka stora skador.
Även förkortningen CBRNE förekommer där (E) då står för explosiva ämnen.
Kemiska, och framförallt biologiska, vapen kallas ibland "fattigmans kärnvapen". De har varit aktuella ännu på 2000-talet i form av spridning av mjältbrand i USA samt genom hot om användande i Irak eller fruktan för attacker från terrorister.
Forskning kring, samt produktion och spridning av dessa vapenslag regleras av konventioner.
Myndigheten för samhällsskydd och beredskap har förstärkningsresurser för hantering av CBRN.

## Kärnvapen
Kärnvapen bygger på en kedjereaktion vid atomklyvning (fission) eller atomsammanslagning (fusion).
Kärnvapen har använts vid två tillfällen under Andra världskrigets slut: av USA i Hiroshima och Nagasaki i Japan år 1945. Förutom detta har det skett ett stort antal provsprängningar. Kärnvapen innehas av USA, Kina, Ryssland, Frankrike, Israel, Storbritannien, Indien, Pakistan och Nordkorea, som var det senaste landet som fick tillgång till kärnvapen.[källa behövs]

## Biologiska vapen
Biologiska vapen är en samlingsbeteckning, dels på sjukdomsalstrande/patogena organismer såsom bakterier och virus, dels på gifter/toxiner producerade av organismer. Dessa kan spridas i syfte att slå ut en fiende tillfälligt eller permanent, eller för att orsaka ekonomisk eller annan skada. Världens giftigaste kända substans är botulinumtoxinet vilket ger botulism.
Användandet av biologiska stridsmedel har en lång historia, där bland annat smittkoppssmittade filtar delats ut till nordamerikanska indianer, pestsmittade lik skjutits med katapult in i belägrade städer och japanska krigsfångar utsatts för storskaliga försök under andra världskriget. Första gången som biologiska stridsmedel användes i modern krigföring var när Japan släppte ut smittbärande duvor över Kina.

### Exempel på tänkbara vapen
- Böldpest
- Mjältbrand
- Smittkoppor
- Influensa
- Botulinumtoxin
- Olika blödarfebrar

## Kemiska vapen
Kemiska vapen är vapen som baseras på kemikaliers giftighet, ofta i form av stridsgaser som exempelvis:
- Senapsgas
- Nervgas
- Tårgas

Det första användandet av kemiska vapen skedde under Första världskriget. Senare har de bland annat använts i Halabja i Irak, där Saddam Husseins regim gick till attack mot sin egen kurdiska befolkning, och vid terroraktioner av sekten Aum Shinrikyo i Japan, som delvis lyckades i sina försök att sprida nervgasen sarin i Tokyos tunnelbana.

## Radiologiska vapen
Ett radiologiskt vapen är ett stridsmedel som utsätter mål för joniserande strålning, utan att som kärnvapen utlösa en kärnexplosion. Smutsiga bomber och gammabomber är exempel på radiologiska vapen.